# Trichocaenis
Trichocaenis is een geslacht van haften (Ephemeroptera) uit de familie Caenidae.

## Soorten
Het geslacht Trichocaenis omvat de volgende soorten:
- Trichocaenis inexperta